# Aimery-Louis-Roger de Rochechouart
Pour les articles homonymes, voir Louis Roger.
Le marquis Aimery Louis Roger de Rochechouart (1744-1791) est un général et un homme politique français.

## Carrière militaire

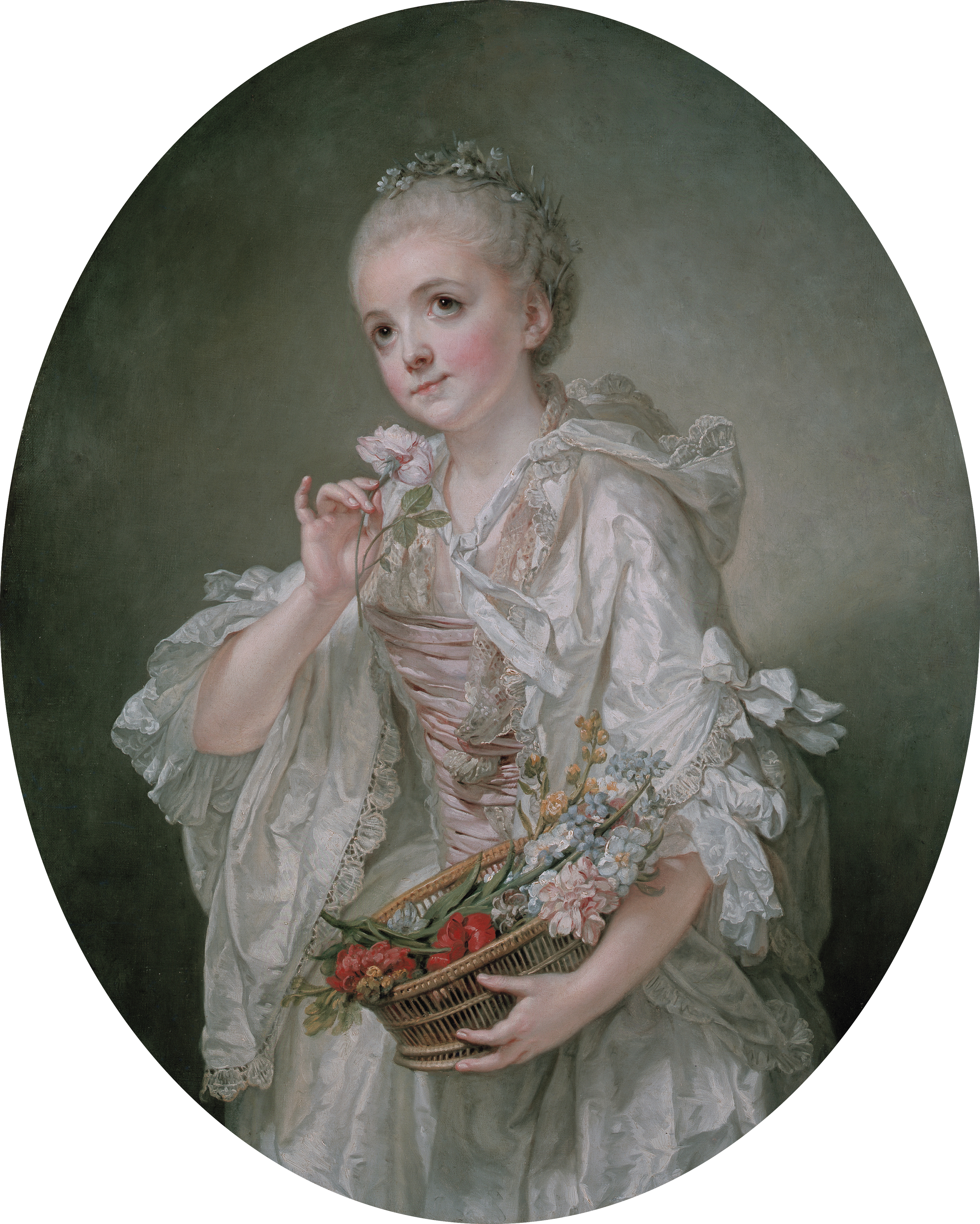
Madeleine de Barberie de Courteilles

Aimery Louis Roger de Rochechouart, né le 15 novembre 1744 à Paris, est le fils du général François Charles de Rochechouart (1703-1784) et de Marie-Françoise de Conflans d'Armentières (1713-1764), dame d'honneur de la dauphine.
Il devient militaire à l'âge de 15 ans. En 1760, il est cornette dans le régiment Orléans Cavalerie, puis devient aide de camp de son oncle, le maréchal Louis de Conflans d'Armentières, puis du maréchal de Broglie. Il participe à la guerre de Sept Ans, notamment au siège de Munster en 1760. En 1764, il épouse Madeleine de Barberie de Courteilles, fille de Jacques de Barberie de Courteilles, conseiller d'État et intendant du roi. Cette même année, il est nommé capitaine des dragons dans le régiment d'Autichamps, puis colonel au régiment de Navarre en 1768, où il reste douze ans. Louis Aimery Roger de Rochechouart devient maréchal de camp en 1784. En 1777, il a été fait chevalier de Saint-Louis.

## Député aux États-Généraux
En 1776, il entreprend la construction d'un hôtel dans le Faubourg Saint-Germain, l'hôtel de Rochechouart, où siège actuellement le ministère de l'Éducation nationale. Membre de la haute noblesse parisienne gagnée par les idées des Lumières, Aimery Louis Roger de Rochechouart s'intéresse de plus en plus aux affaires publiques et veut participer au mouvement de réforme qui devient inéluctable. En 1786, il rejoint la franc-maçonnerie et entre à la société Olympique. Cette même année, il est désigné par le roi pour faire partie de l'Assemblée des notables. Ami du chevalier de Saint-George, il adhère à la Société des amis des Noirs qui prône l'abolition de l'esclavage.
En 1789, Aimery Louis Roger de Rochechouart se présente à l'élection des députés de la Noblesse aux États-Généraux convoqués par Louis XVI. Il est élu le 13 mai, à Paris, où il arrive en quatrième position, devançant le Duc d'Orléans. Le 25 mai, il fait partie du groupe des 47 députés de la Noblesse qui se rallient au Tiers état. Membre de l'Assemblée Constituante, il participe à l'abolition des privilèges, lors de la nuit du 4 août. Très affecté par le décès de sa fille aînée, il demande sa mise en congé de l'Assemblée le 13 mai 1790. Il meurt le 6 juillet 1791 . Sa mort est annoncée le 8 juillet à l'Assemblée Nationale par le président de séance Charles de Lameth, qui rendit hommage à « un homme qui voulait toujours le bien et le bien de tous, le cherchait avec des Lumières qu'il avait acquise dans le commerce et dans l'amitié de quelques hommes qui, même sous l'Ancien Régime, s'occupaient du bonheur du peuple. »
De son mariage avec Mélanie Barberie de Courteilles, Aimery-Louis-Roger de Rochechouart eut quatre filles :
- Madeleine (1765-1790), qui épousa le duc Louis-Marie-Céleste d'Aumont.
- Diane (1767-1776)
- Rosalie (1768-1830), qui épousa le duc Armand-Emmanuel de Richelieu, Premier ministre sous de la Restauration.
- Constance (1771-1855), qui épousa Paul-François de Quelen de la Vauguyon, prince de Carency, puis le vicomte de Cayeux en secondes noces.